# Thượng Volta

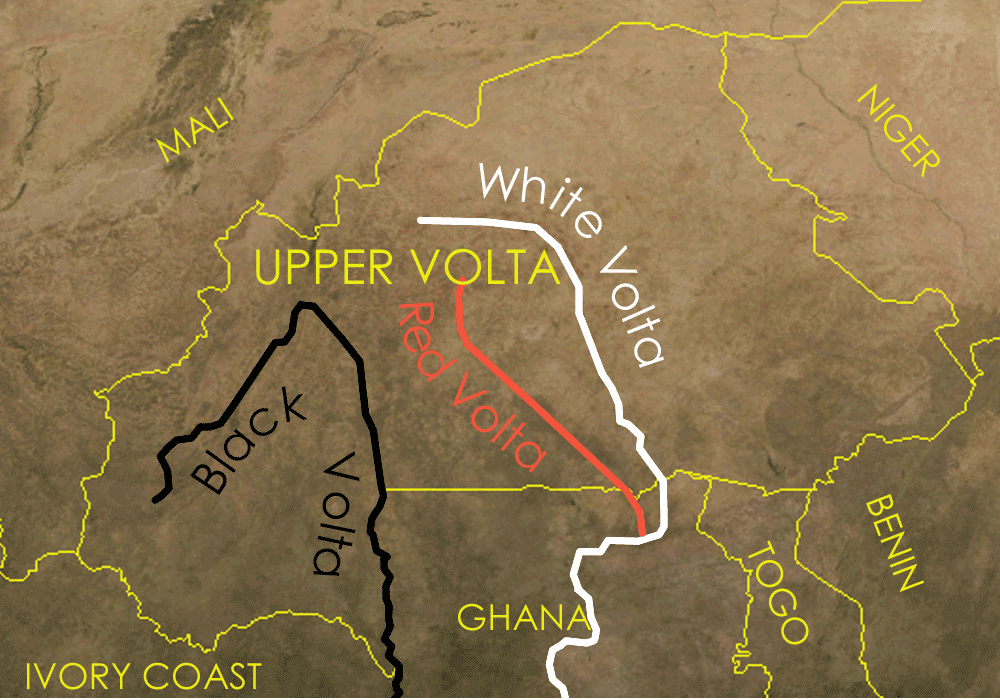
Bản đồ cho thấy sông Volta ở Thượng Volta

Thượng Volta (tiếng Pháp: Haute-Volta) là tên cũ của quốc gia Châu Phi Burkina Faso hiện nay.
Thượng Volta được thành lập bởi Pháp vào ngày 1 tháng 3 năm 1919 trên cơ sở tách một bộ phận của Côte d'Ivoire thuộc Pháp. Tuy nhiên, vào ngày 5 tháng 9 năm 1932, Thượng Volta bị chia tách, với một phần do thuộc địa Côte d'Ivoire, Sudan thuộc Pháp (Mali ngày nay), và Niger quản lý. Thuộc địa được khôi phục biên giới cũ vào ngày 4 tháng 9 năm 1947. Vào ngày 11 tháng 12 năm 1958, nó trở thành quốc gia tự chủ; nó trở thành một nước cộng hòa và là thành viên của Cộng đồng Pháp-Phi (Communauté Franco-Africaine). Nền độc lập hoàn toàn được thiết lập vào ngày 5 tháng 8 năm 1960.
Việc thay đổi tên diễn ra vào ngày 4 tháng 8 năm 1984, do Thomas Sankara, người đứng đầu đất nước thời điểm đó, khởi xướng. Tên cũ chỉ ra rằng đất nước có chứa phần thượng nguồn của Sông Volta. Con sông được chia làm ba phần, gọi là Volta Đen, Volta Trắng và Volta Đỏ. Màu sắc của quốc kỳ tương ứng với những phần này của con sông.

## Những tham chiếu khác đến Thượng Volta
Thủ tướng Tây Đức Helmut Schmidt thích mô tả Liên Xô vào những năm 1980 là "Thượng Volta với rốc két", theo như David Halberstam trong một bài báo in trong tạp chí Vanity Fair vào tháng 8 năm 2007. Cụm từ "Thượng Volta với rốc két" cũng được dùng để mô tả Liên Xô (theo trích dẫn, nhưng không có ghi danh) trong một điều tra về nền kinh tế Soviet ở The Economist vào ngày 9 tháng 4 năm 1988. Theo Perry Anderson, London Review of Books, Vol 29, No.2, 25 tháng 1 năm 2007, cụm từ này phổ biến ở những nhà ngoại giao nước ngoài vào những năm 1970. Ông cho rằng Nga hiện đại có thể là "Ả Rập Saudi với rốc két".